# کاج (اردل)
کاج شهری از توابع  شهرستان اردل در استان چهارمحال و بختیاری است.

## مردم‌شناسی
مردم این شهر از ایل بختیاری طایفه [زراسوند]دورکی تیره [کاجی/هیهاوند]میباشند و به زبان لری بختیاری صحبت میکنند.
براساس سرشماری مرکز آمار ایران در سال ۱۳۹۰، جمعیت آن ۴۲۹۲ نفر (۸۰۰خانوار) بوده‌است.

## جاذبه های گردشگری
شهر کاج در حاشیه رودخانه کارون قرارداشته و دارای طبیعت بسیار زیبایی برای تفرج و تفریح می‌باشد. از نقاط گردشگری این شهر میتوان به پارک ساحلی کاج واقع در حاشیه رودخانه، بردگوری های باقی مانده از دوران عیلامی، دهگاه و طبیعت زیبای حاشیه رودخانه به طول ۵ کیلومتر که محلی مناسب برای سیاحت خاصه در اردیبهشت و خرداد ماه می‌باشد.

## اقتصاد
وجود رودخانه کارون ظرفیتهای بی‌نظیری را در زمینه کشاورزی و شیلات فراهم نموده است به‌طوریکه حدود یکصد هکتار اراضی زیر کشت ابیاری برده شدند و نزدیک به پانصد تن شیلات نیز در حاشیه رودخانه ایجاد شده‌است. وجود تعداد بالای قصابی گوشت در شهر کاج  با کشتار روزانه بیش از ۱۰۰ راس گوسفند باعث شده که این شهر به یکی از قطب‌های گوشت در استان تبدیل شود.